# Friedhof Wohldorf
Der Friedhof Wohldorf (auch  Waldfriedhof Wohldorf oder Friedhof Wohldorf-Ohlstedt) ist ein städtischer Begräbnisplatz im Hamburger Stadtteil Wohldorf-Ohlstedt und seit 2013 Teil des Unternehmens „Hamburger Friedhöfe – Anstalt des öffentlichen Rechts“. Er hat eine Fläche von ca. 5 Hektar.  

## Geschichte
Die Gründung des Friedhofs Wohldorf geht nicht – wie so häufig – auf eine kirchliche Initiative zurück. Der Besitzer des Guts „Wohldorfer Hof“, Paul Sanne, schenkte der Landgemeinde Wohldorf-Ohlstedt im Jahr 1931 ein etwa 9 ha großes Stück Land zum Zwecke der Errichtung eines Friedhofs, der 1932 eröffnet wurde. Bis zum Bau einer Kapelle im Jahre 1937 wurde für Trauerfeiern das nahegelegene Mausoleum des Hamburger Kaufmanns Johann Dittmer Koopmann (1804–1975) genutzt, einem Vorbesitzer des „Wohldorfer Hofs“. Das damals bereits marode Bauwerk wurde 1943 abgerissen, die darin befindlichen Särge in eine Gruft auf dem Friedhof umgebettet, ebenso wurde eine Marmorstatue Koopmanns dort neu aufgestellt. Bis 2013 unterstand der Friedhof der Verwaltung des Bezirksamts Wandsbek.
Östlich der Kapelle befindet sich ein Kriegsgräber-Gedenkstein, der an Gefallene des Zweiten Weltkriegs erinnert. Der Friedhof ist nur von der Straße Ole Boomgaarden, die plattdeutsche Bezeichnung für Alter Baumgarten, zu betreten. Er liegt am Ende der Straße und ist nicht direkt mit öffentlichen Verkehrsmitteln zu erreichen. Die nächstgelegene Bahnstation ist der U-Bahnhof Ohlstedt. Von hier führt ein ca. 2,5 Kilometer langer Fußweg überwiegend durch das Naturschutzgebiet Wohldorfer Wald zum Friedhof.
Sowohl die Kapelle, die Platz für bis zu 40 Trauergäste bietet, als auch der Gedenkstein sind Baudenkmäler und in der Hamburger Denkmalliste unter den Nummern 25447 bzw. 29705 eingetragen.

## Impressionen

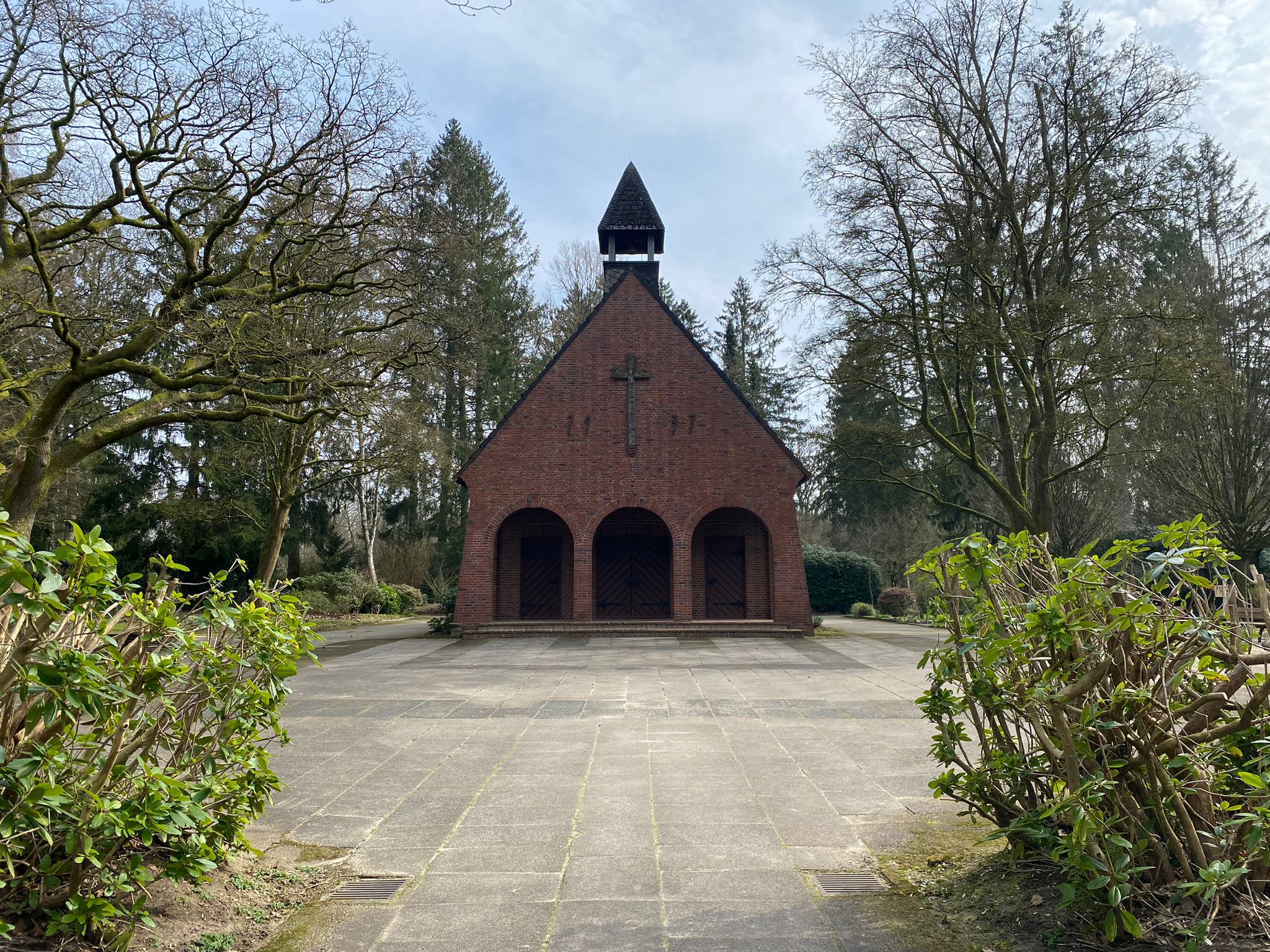
Friedhofskapelle
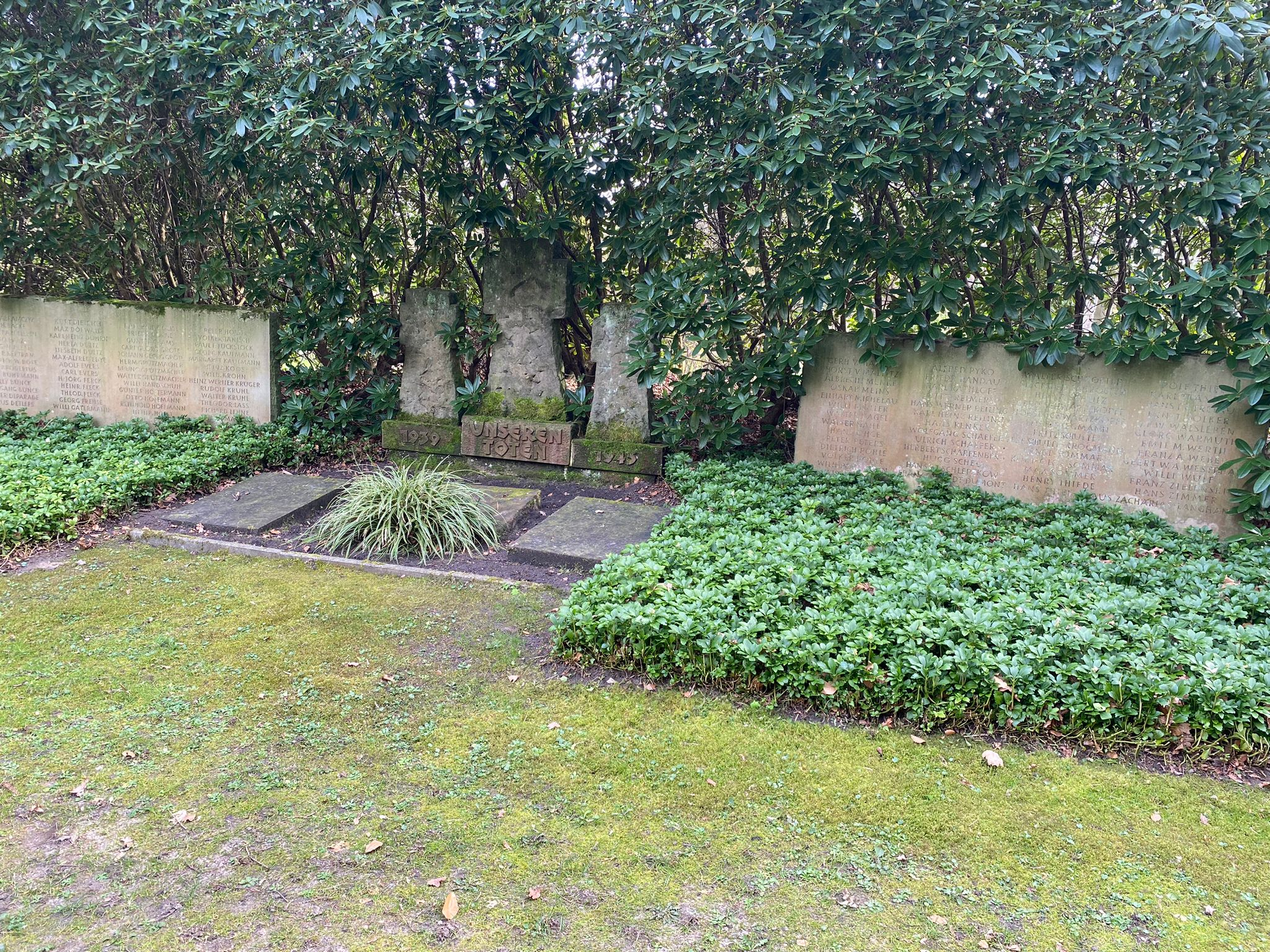
Kriegsgräber-Gedenkstein
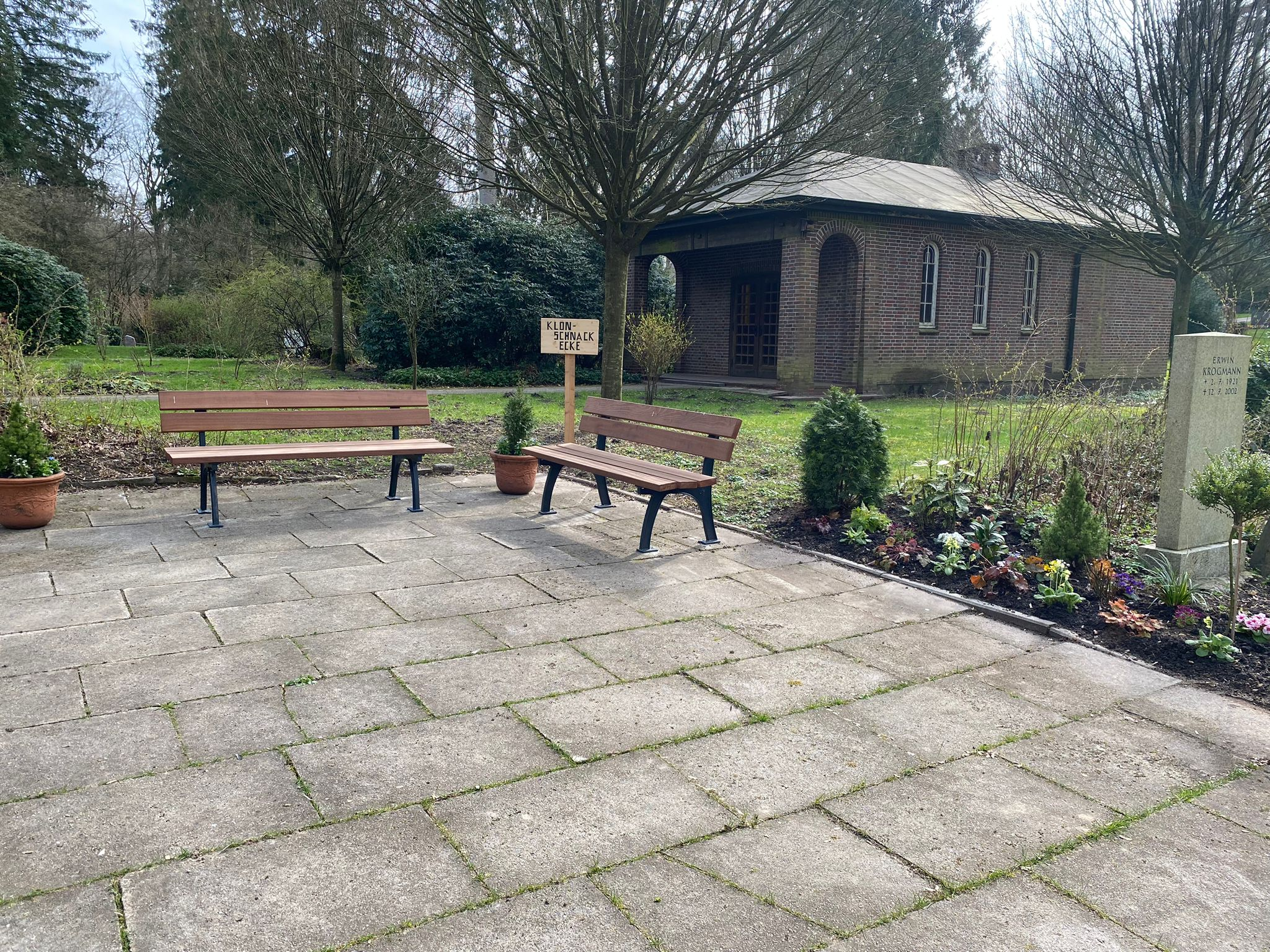
Klönschnack-Ecke
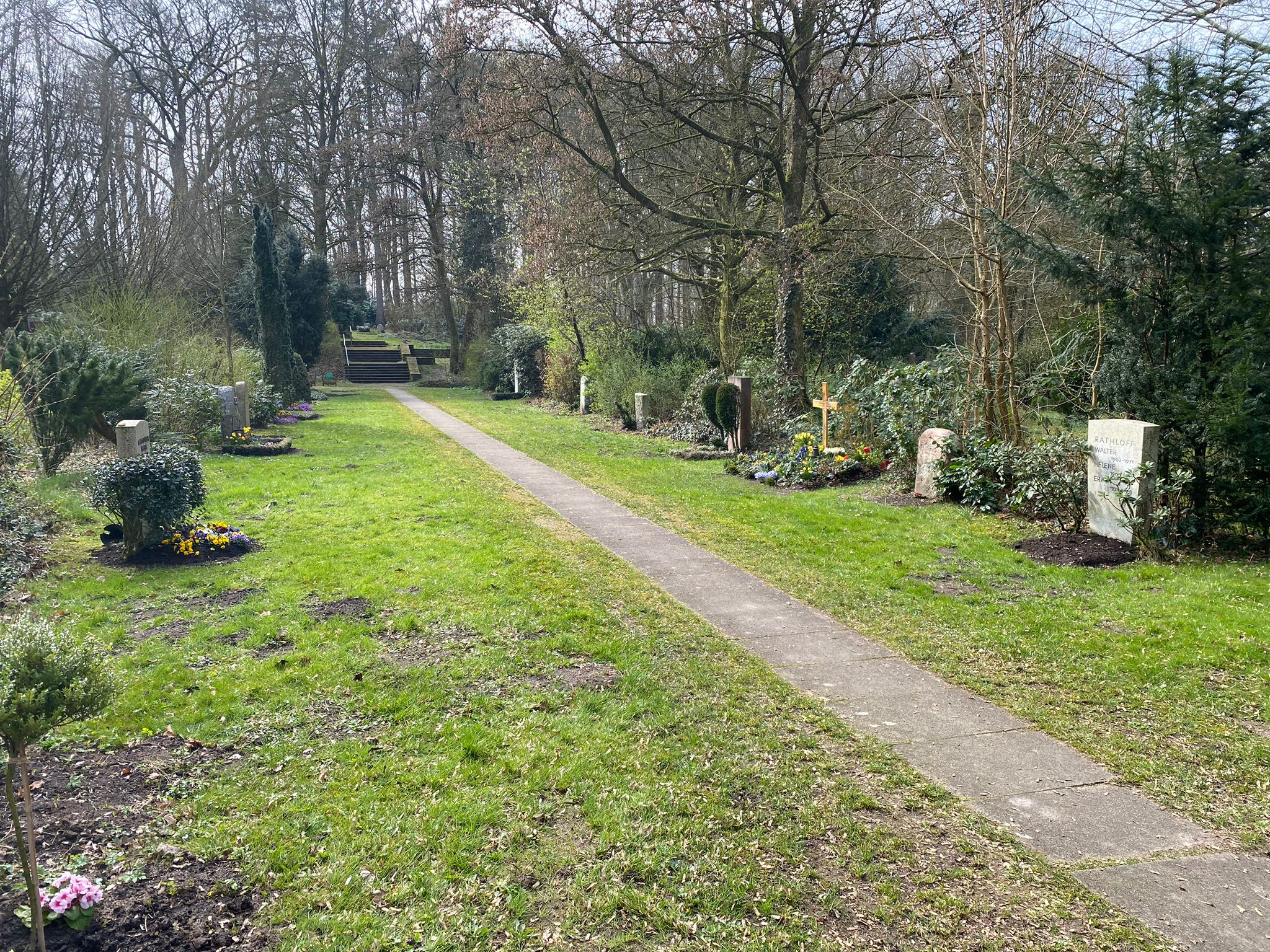
Blick in Richtung Osten von der Kapelle her
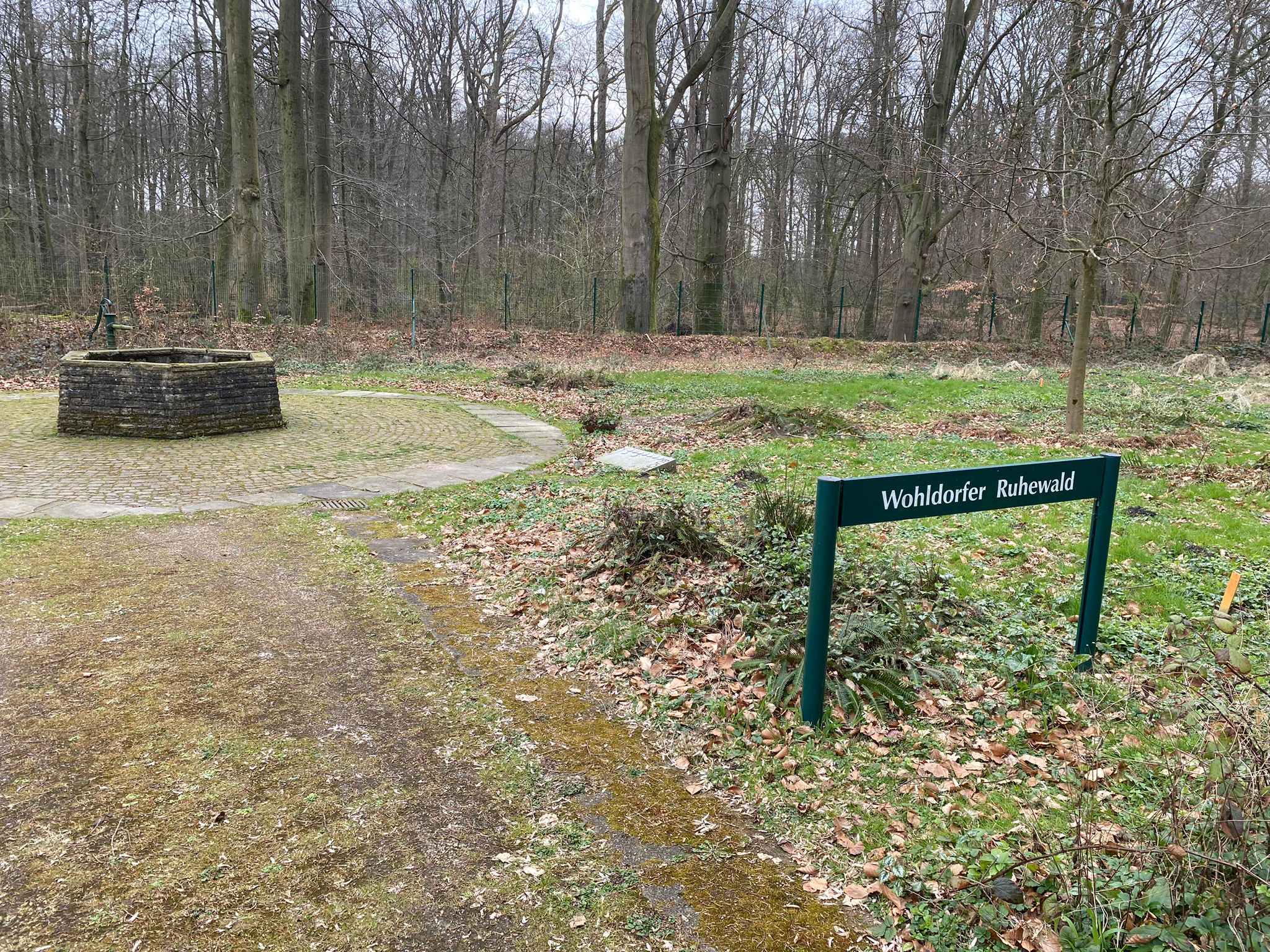
Ruhewald
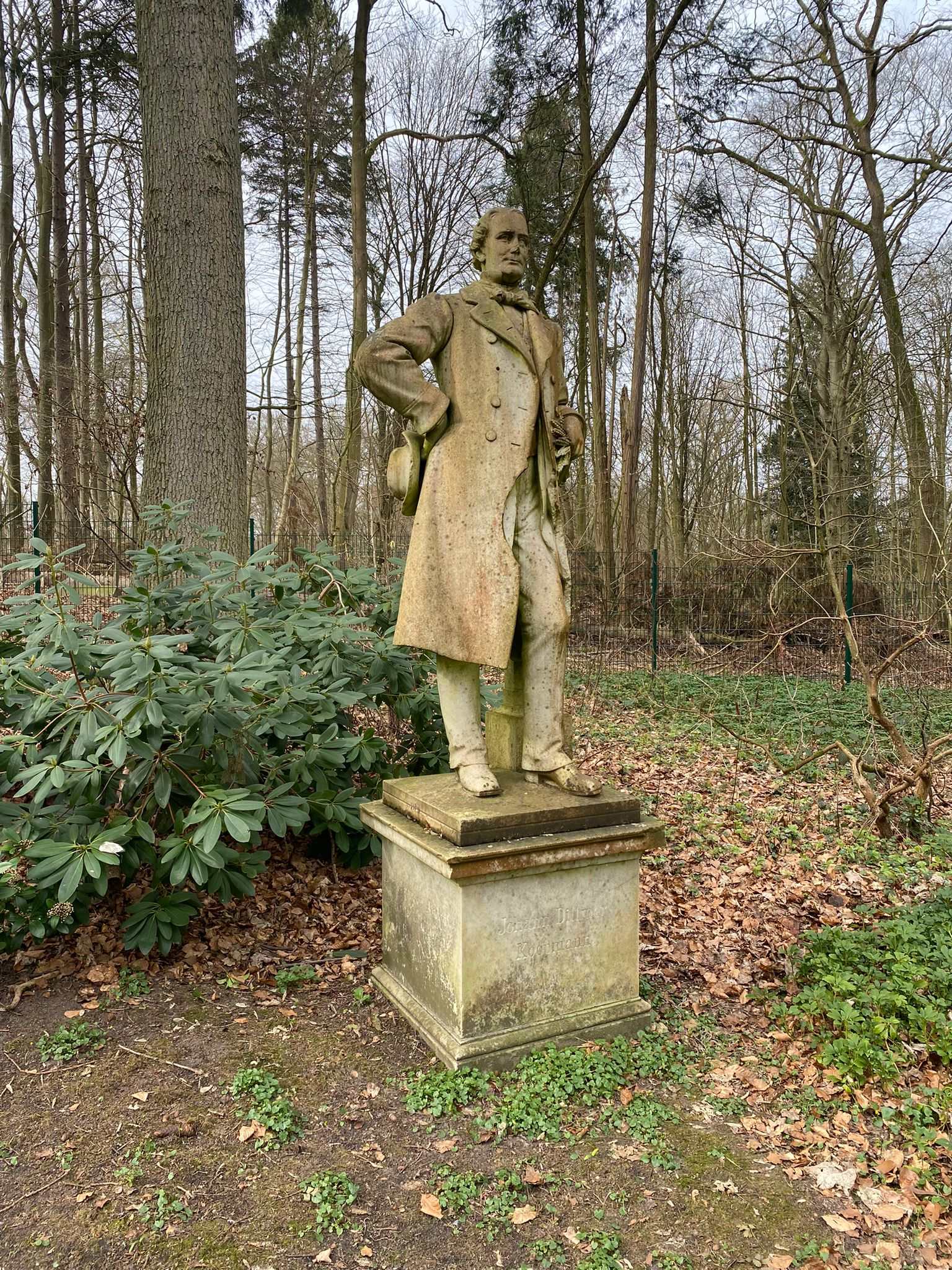
Statue Johann Dittmer Koopmann

## Beigesetzte Persönlichkeiten
| Name                       | Geburts- jahr | Sterbe- jahr | Beruf/Wirken                                      | Grablage | Foto des Grabs | Anmerkungen                                              |            |      |      |           |         |      |  |
| -------------------------- | ------------- | ------------ | ------------------------------------------------- | -------- | -------------- | -------------------------------------------------------- | ---------- | ---- | ---- | --------- | ------- | ---- |  |
| Name                       | Geburts- jahr | Sterbe- jahr | Beruf/Wirken                                      | Grablage | Foto des Grabs | Anmerkungen                                              | Otto Ameis | 1881 | 1958 | Architekt | VIII 27 | Foto |  |
| Edgar Augustin             | 1936          | 1996         | Bildhauer und Zeichner                            | II 3     | Foto           |                                                          |            |      |      |           |         |      |  |
| Achim-Helge von Beust      | 1917          | 2007         | Politiker                                         | II 160   | Foto           |                                                          |            |      |      |           |         |      |  |
| Franz Josef Breuer         | 1914          | 1996         | Komponist und Musikproduzent                      | XIIIh 15 | Foto           |                                                          |            |      |      |           |         |      |  |
| Wilhelm Brückner-Rüggeberg | 1906          | 1985         | Dirigent                                          | III 108  | Foto           |                                                          |            |      |      |           |         |      |  |
| Adolf Detel                | 1903          | 1995         | Bildhauer und Zeichner                            | III 24   | Foto           |                                                          |            |      |      |           |         |      |  |
| Carl Duve                  | 1889          | 1984         | Naturschützer                                     | XIIIf 35 | Foto           |                                                          |            |      |      |           |         |      |  |
| Werner von Ekesparre       | 1919          | 1998         | Bildhauer und Zeichner                            | XVIIb 65 | Foto           |                                                          |            |      |      |           |         |      |  |
| Hartmut Engels             | 1942          | 2014         | Lehrer und Politiker                              | XIa 44   | Foto           |                                                          |            |      |      |           |         |      |  |
| Fritz Fleer                | 1921          | 1997         | Bildhauer                                         | Xc 96    | Foto           |                                                          |            |      |      |           |         |      |  |
| Christa Hoffmann-Riem      | 1937          | 1990         | Soziologin                                        | Xc 34    | Foto           |                                                          |            |      |      |           |         |      |  |
| Oskar Höfling              | 1906          | 1988         | Naturwissenschaftler, Pädagoge und Buchautor      | Xb 10    | Foto           |                                                          |            |      |      |           |         |      |  |
| Hedi Höpfner               | 1910          | 1998         | Tänzerin, Schauspielerin und Schauspiellehrerin   | Xe 34    | Foto           |                                                          |            |      |      |           |         |      |  |
| Erich Jänisch              | 1885          | 1945         | Lehrer und Schulleiter                            | I 2      | Foto           |                                                          |            |      |      |           |         |      |  |
| Rudolf Joerden             | 1901          | 1985         | Bibliothekar                                      | XIIIg 84 | Foto           |                                                          |            |      |      |           |         |      |  |
| Athanasios Kambylis        | 1928          | 2021         | Byzantinist, Klassischer Philologe und Neogräzist | XIV 139  | Foto           |                                                          |            |      |      |           |         |      |  |
| Rudolf Werner Kipp         | 1919          | 1990         | Dokumentarfilmer, Kameramann, Autor und Produzent | XIIIg 54 | Foto           |                                                          |            |      |      |           |         |      |  |
| Franz Klepacz              | 1926          | 2017         | Fußballspieler beim Hamburger SV                  | VII 55   | Foto           |                                                          |            |      |      |           |         |      |  |
| Micaëla Kreißler           | 1941          | 2017         | Schauspielerin, Hörspiel- und Synchronsprecherin  | Xc 27    | Foto           |                                                          |            |      |      |           |         |      |  |
| Eberhard Löhr              | 1928          | 2014         | Radiologe und Strahlenforscher                    | IVd 7    | Foto           |                                                          |            |      |      |           |         |      |  |
| Franz Mörl                 | 1932          | 2017         | Chirurg                                           | XIIIh 21 | Foto           |                                                          |            |      |      |           |         |      |  |
| Wilhelm Mosle              | 1887          | 1955         | Polizeibeamter und Landrat                        | VIII 40  | Foto           |                                                          |            |      |      |           |         |      |  |
| Henryk Nowakowski          | 1913          | 1992         | Internist, Endokrinologe und Onkologe             | V 13     | Foto           |                                                          |            |      |      |           |         |      |  |
| Erich Ludolf Nuernbergk    | 1900          | 1982         | Botaniker                                         | II 15    | Foto           |                                                          |            |      |      |           |         |      |  |
| Heidi Oetinger             | 1908          | 2009         | Verlegerin                                        | III 6    | Foto           |                                                          |            |      |      |           |         |      |  |
| Wolfram Ostertag           | 1937          | 2010         | Genetiker                                         | II 30    | Foto           |                                                          |            |      |      |           |         |      |  |
| Heinrich Pette             | 1887          | 1964         | Neurologe                                         | XIV 145  | Foto           |                                                          |            |      |      |           |         |      |  |
| Hans-Heinrich Plickat      | 1923          | 1980         | Erziehungswissenschaftler                         | III 36   | Foto           |                                                          |            |      |      |           |         |      |  |
| Werner Ranck               | 1904          | 1989         | Offizier                                          | VIII 43  | Foto           |                                                          |            |      |      |           |         |      |  |
| Peter Martin Roeder        | 1927          | 2011         | Erziehungswissenschaftler                         | XIV 79   | Foto           |                                                          |            |      |      |           |         |      |  |
| Hans Scheibner             | 1936          | 2022         | Satiriker, Liedermacher und Kabarettist           | XIV 84   | Foto           |                                                          |            |      |      |           |         |      |  |
| Heinrich Schilinzky        | 1923          | 2009         | Maler, Grafiker und Bildhauer                     | VI 95    | Foto           |                                                          |            |      |      |           |         |      |  |
| Karl Schilling             | 1889          | 1973         | Politiker                                         | XIII     | Foto           | Die Grabstätte ist aufgelassen und steht zur Räumung an. |            |      |      |           |         |      |  |
| Günther Schramm            | 1896          | 1991         | Mediziner                                         | III 11   | Foto           |                                                          |            |      |      |           |         |      |  |
| Alf Schreyer               | 1915          | 1993         | Archivar, Heimatforscher und Publizist            | XIIIe 69 | Foto           |                                                          |            |      |      |           |         |      |  |
| Günther Schwarberg         | 1926          | 2008         | Journalist und Autor                              | XIIIf 12 | Foto           |                                                          |            |      |      |           |         |      |  |
| Klaus Soehring             | 1911          | 1975         | Pharmakologe                                      | Xc 49    | Foto           |                                                          |            |      |      |           |         |      |  |
| Volker Starke              | 1920          | 2002         | Journalist und Politiker                          | XIa 40   | Foto           |                                                          |            |      |      |           |         |      |  |
| Gerhard Stoye              | 1911          | 1993         | Sozialpädagoge und Maler                          | XIa 46   | Foto           |                                                          |            |      |      |           |         |      |  |
| Alfred Toepfer             | 1894          | 1993         | Kaufmann, Landwirt und Unternehmer                | Xd 65    | Foto           |                                                          |            |      |      |           |         |      |  |
| Gunnar Uldall              | 1940          | 2017         | Unternehmensberater und Politiker (MdHB)          | II 154   | Foto           |                                                          |            |      |      |           |         |      |  |
| Hans Uldall                | 1903          | 1983         | Komponist und Dirigent                            | II 154   | Foto           |                                                          |            |      |      |           |         |      |  |
| Uwe Weitendorf             | 1940          | 1996         | Verleger                                          | XIV 39   | Foto           |                                                          |            |      |      |           |         |      |  |